# Toudou Wada (Bana)
Toudou Wada (auch: Toudoun Wada) ist ein Dorf in der Landgemeinde Bana in Niger.

## Geographie

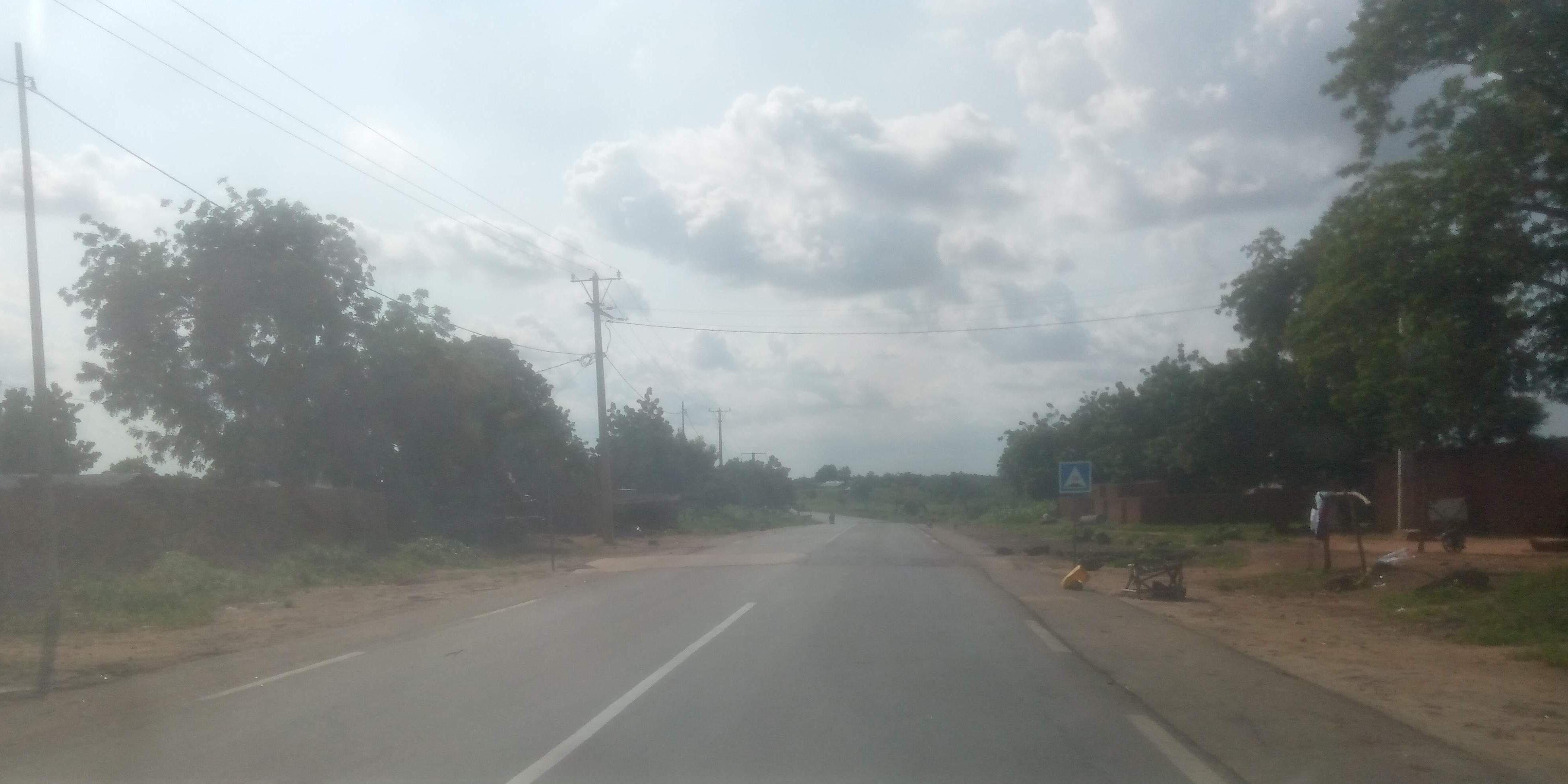
Nationalstraße 7 in Toudou Wada (2023)

Das Dorf befindet sich rund vier Kilometer südwestlich des Hauptorts Bana der gleichnamigen Landgemeinde, die zum Departement Gaya in der Region Dosso gehört. Zu den Siedlungen in der näheren Umgebung von Toudou Wada zählt Koté Koté im Südosten.
Es herrscht das Klima der Sudanzone vor, mit einer durchschnittlichen jährlichen Niederschlagsmenge zwischen 700 und 800 mm. Nordwestlich von Toudou Wada erstreckt sich eine dichte Strauchsavanne.

## Geschichte
Die Schweizer Direktion für Entwicklung und Zusammenarbeit finanzierte 1997 die Markierung von nördlich und östlich von Toudou Wada verlaufenden Korridoren für die Viehwanderung. Von Überschwemmungen im Jahr 2013 waren 32 Haushalte betroffen.

## Bevölkerung
Bei der Volkszählung 2012 hatte Toudou Wada 341 Einwohner, die in 43 Haushalten lebten. Bei der Volkszählung 2001 betrug die Einwohnerzahl 280 in 37 Haushalten und bei der Volkszählung 1988 belief sich die Einwohnerzahl auf 218 in 27 Haushalten.

## Wirtschaft und Infrastruktur
In Toudou Wada wird ein ländlicher Markt abgehalten. Hier wird mit dem Holz von Rônierpalmen gehandelt. Bei der Siedlung wird Sorghumhirse angebaut. Es gibt eine Schule im Dorf. Durch Toudou Wada führt die 156,4 Kilometer lange asphaltierte Nationalstraße 7 zwischen der Regionalhauptstadt Dosso und der Staatsgrenze zu Benin.